# شهرستان پیت (کارولینای شمالی)
شهرستان پیت، کارولینای شمالی (به انگلیسی: Pitt County, North Carolina) یک سکونتگاه مسکونی در ایالات متحده آمریکا است که در کارولینای شمالی واقع شده‌است.

## خصوصیات
شهرستان پیت ۱٬۶۹۶٫۴۵ کیلومترمربع مساحت دارد.